# Alexandre Toumarkine
Pour les articles homonymes, voir Toumarkine.
 (juillet 2023).
Alexandre Toumarkine, né en 1965 à Clichy, est un historien français.

## Biographie
Noémi Lévy-Aksu écrit au sujet de sa thèse de doctorat Entre Empire Ottoman et État nation turc : « La thèse d'Alexandre Toumarkine sur l'immigration de populations musulmanes dans l'Empire ottoman et la Turquie républicaine du XIXe siècle à nos jours reste le travail le plus exhaustif sur le sujet ».
Basé à Istanbul de 1993 à 2017, il enseigne dans trois universités : Galatasaray, Marmara et à l'université technique de Yıldız.
Parallèlement, il travaille comme chercheur à l'Institut français d'études anatoliennes. Il est directeur de l'institut entre 2005 et 2010. Entre 2011 et 2017, il travaille à l'Institut oriental d'Istanbul. Il est actuellement professeur d'histoire et de société turques contemporaines à l'INALCO.

## Publications
- (tr) Osmanlı'da Asayiş, Suç ve Ceza 18. - 20. Yüzyıllar, 1986
- Les Lazes en Turquie, 1995
- Les migrations des populations musulmanes balkaniques en Anatolie (1876-1913), 1995. « Bien qu'il ne soit pas historien ottoman, Alexandre Toumarkine a le mérite d'avoir rassemblé des études secondaires dans un livre qui offre une analyse cohérente de la migration des musulmans des Balkans vers l'Anatolie entre 1876 et 1913. »[3]
- Ambitions nationales et désenclavement régional : les politiques turque et iranienne en Transcaucasie, 1996
- « La Diaspora 'Tcherkesse' en Turquie », Hérodote, no 81,‎ avril-juin 1996, p. 151-178
- (tr) Mübadil Kentler: Türkiye, 2013
- « La Turquie d'aujourd'hui et la Grande Guerre », Matériaux pour l’histoire de notre temps, nos 113-114,‎ 2014[4]
- « Historiographie turque de la Première Guerre mondiale sur les fronts ottomans : problèmes, enjeux et tendances », Histoire@Politique, no 22,‎ 2014[4]
- « La politique turque dans les Balkans », Le Courrier des pays de l'Est, no 1039,‎ 2003[4]
- Avec Elisabeth Siega-Kozlowski, Géopolitique de la mer Noire -Turquie et pays de l'ex-URSS, Paris, Karthala, 2000 (ISBN 9782845860490). « cet ouvrage analyse les conséquences de l'effondrement des liens hérités du bloc soviétique, ce qui a poussé les populations des pays riverains de la mer Noire menacées par la dépression économique à s'engager dans des activités de survie »[5].